# Samsø Sogn
Samsø Sogn ist die Kirchspielsgemeinde (dänisch Sogn)  auf der gleichnamigen dänischen Insel Samsø.
Bis 1962 bildete die Insel die Harde Samsø  Herred im Holbæk Amt, die aus den fünf Sognen Besser Sogn, Kolby Sogn, Nordby Sogn, Onsbjerg Sogn und Tranebjerg Sogn bestand.
1962 wurden die fünf Kirchspielgemeinden der Insel kommunalpolitisch zur Samsø Kommune zusammengeschlossen, die 1970 in das Århus Amt und bei der Kommunalreform zum 1. Januar 2007 in die Region Midtjylland wechselte. Die Eigenständigkeit der fünf Sogne wurde erst 2014 durch den Zusammenschluss zum Samsø Sogn aufgehoben.
Im Kirchspiel leben 3775 Einwohner, davon 857 in Tranebjerg, 209 in Nordby und 249 in Onsbjerg (Stand: 1. Januar 2023).
Im Kirchspiel liegen die Kirchen „Besser Kirke“, „Kolby Kirke“, „Langør Kirke“, „Nordby Kirke“, „Onsbjerg Kirke“ und „Ørby Kirke“ und „Tranebjerg Kirke“.

Kirchen im Kirchspiel Samsø Sogn
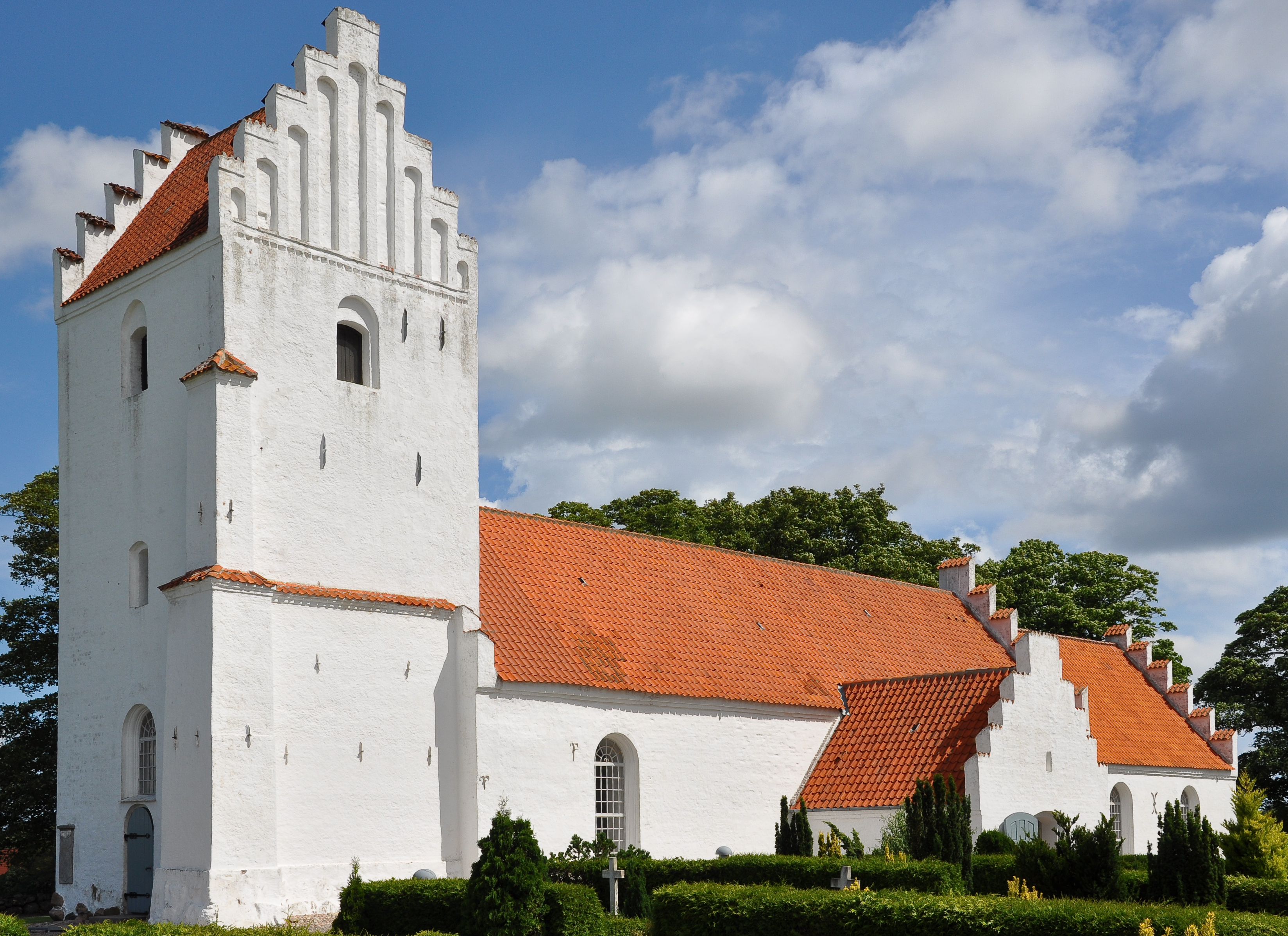
Besser Kirke
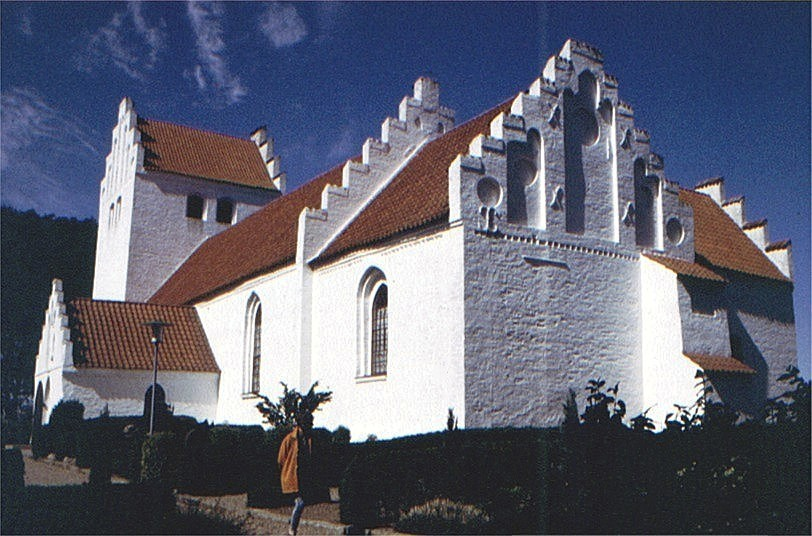
Kolby Kirke
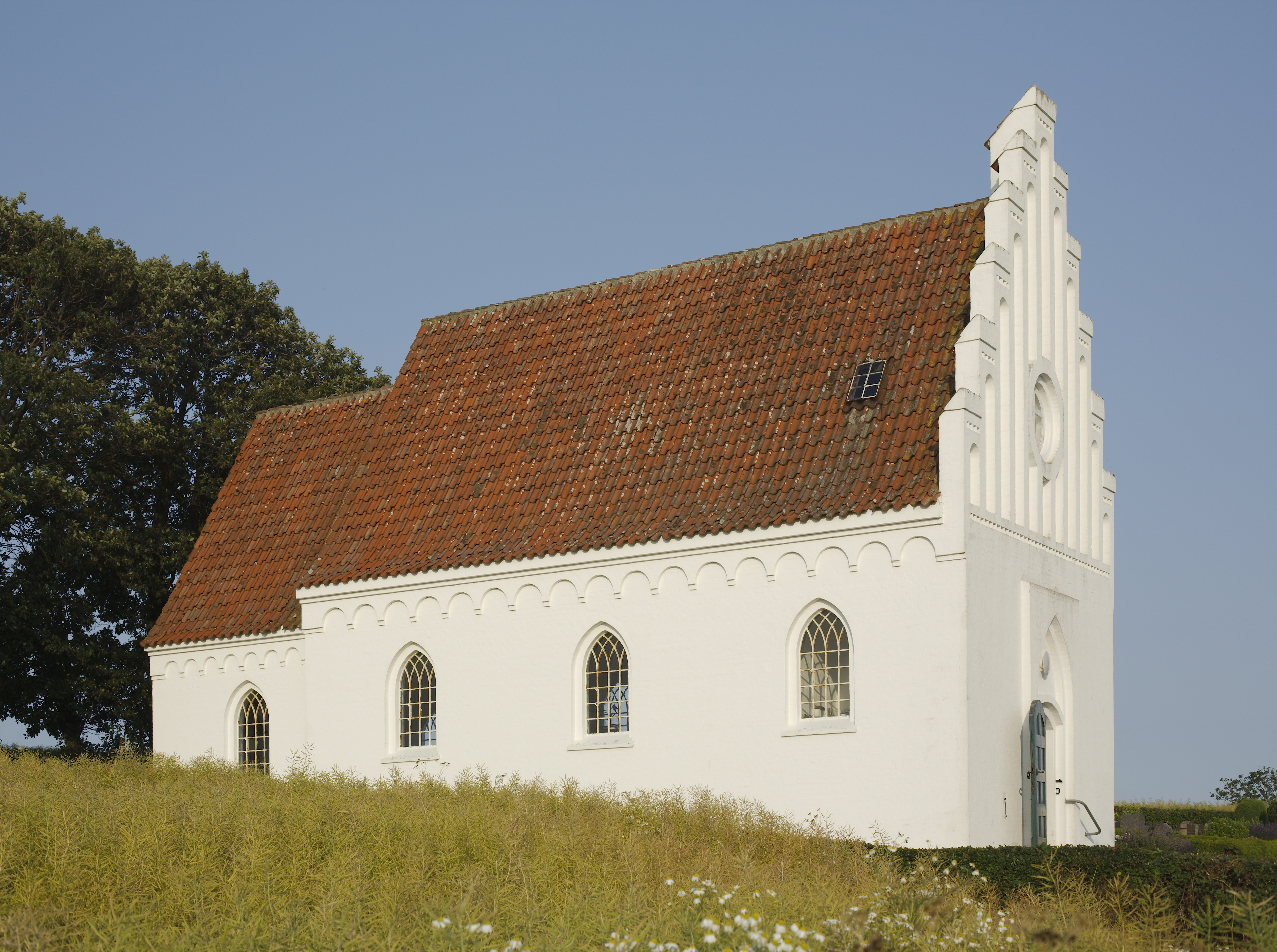
Langør Kirke
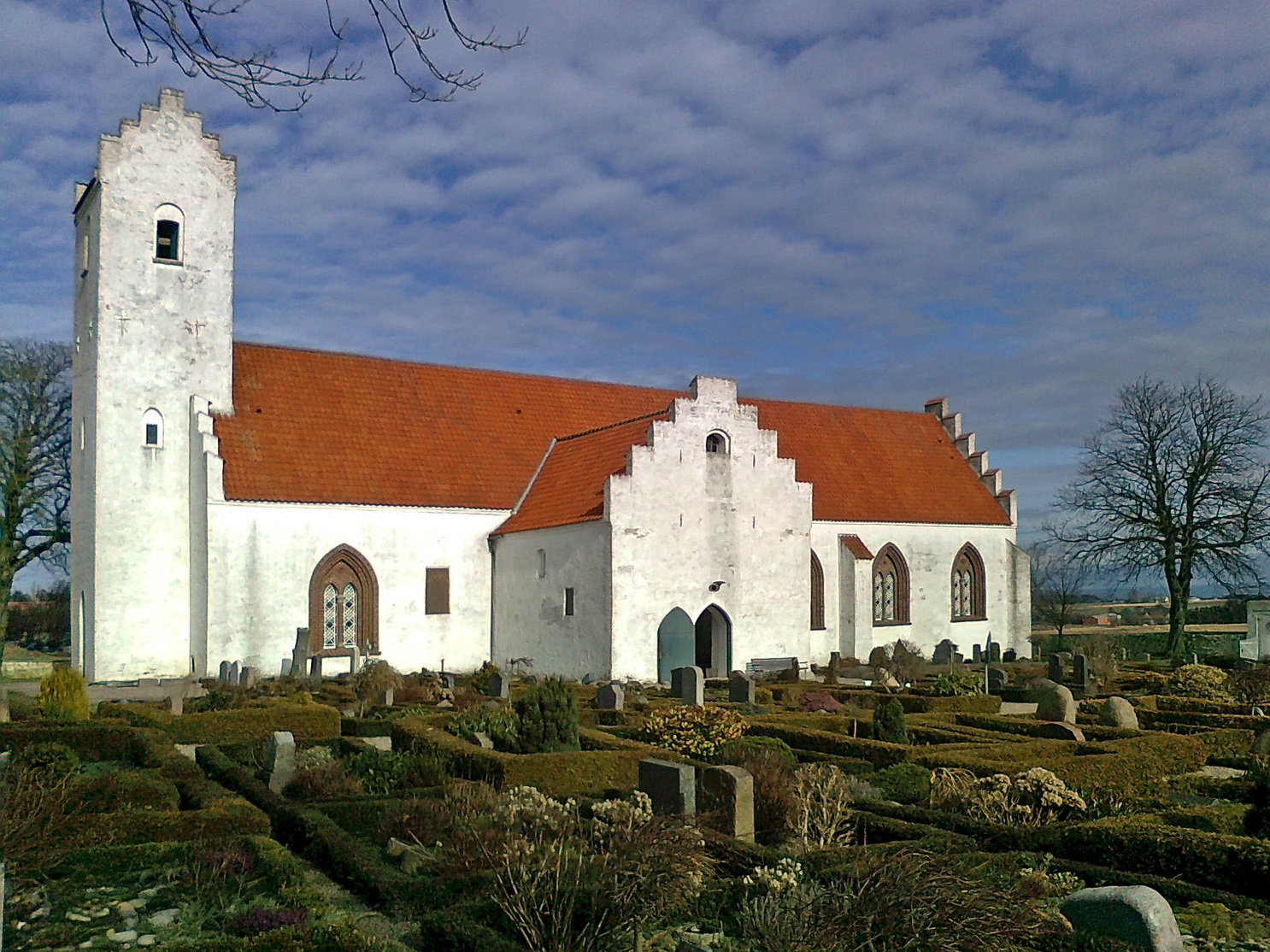
Nordby Kirke
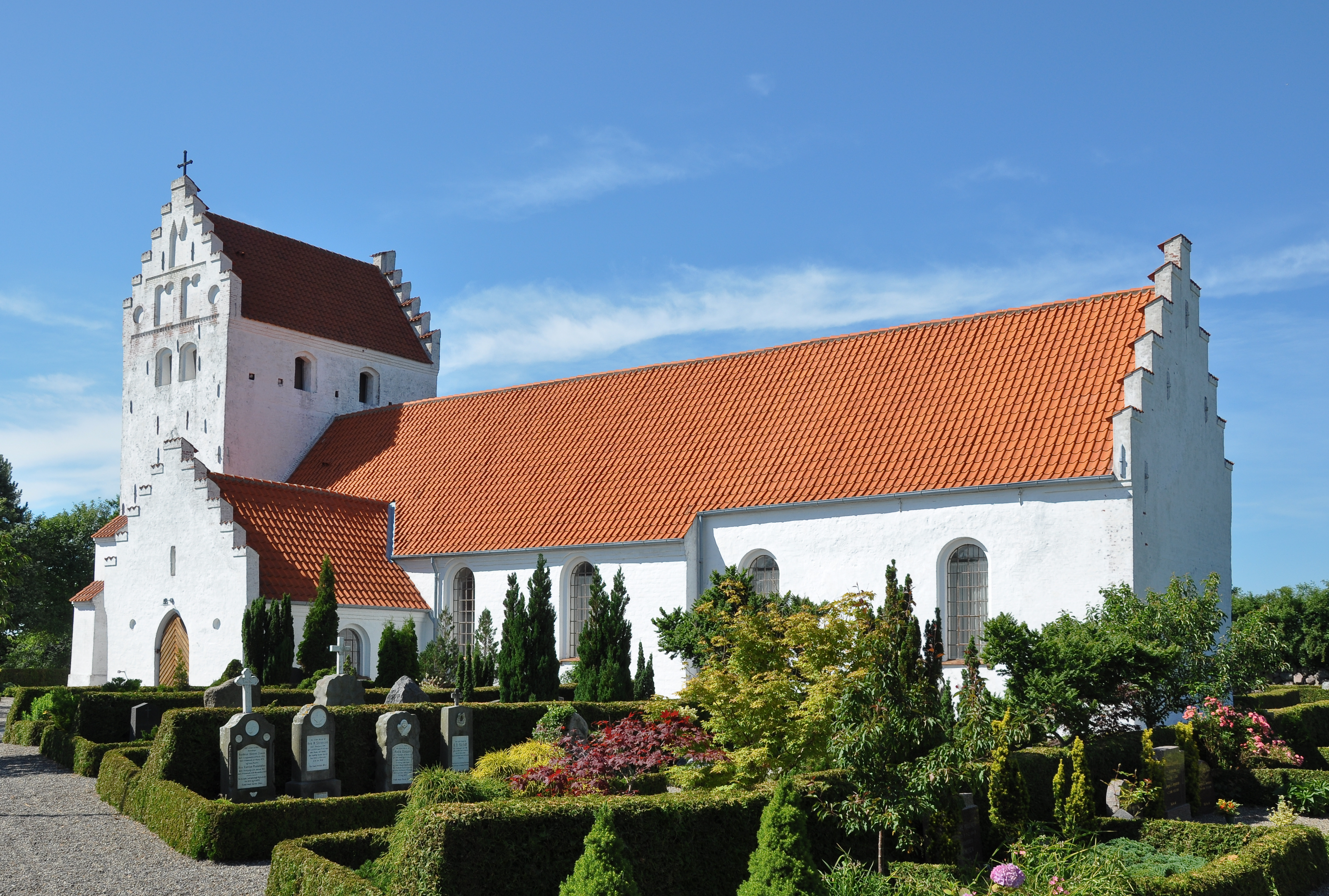
Onsbjerg Kirke
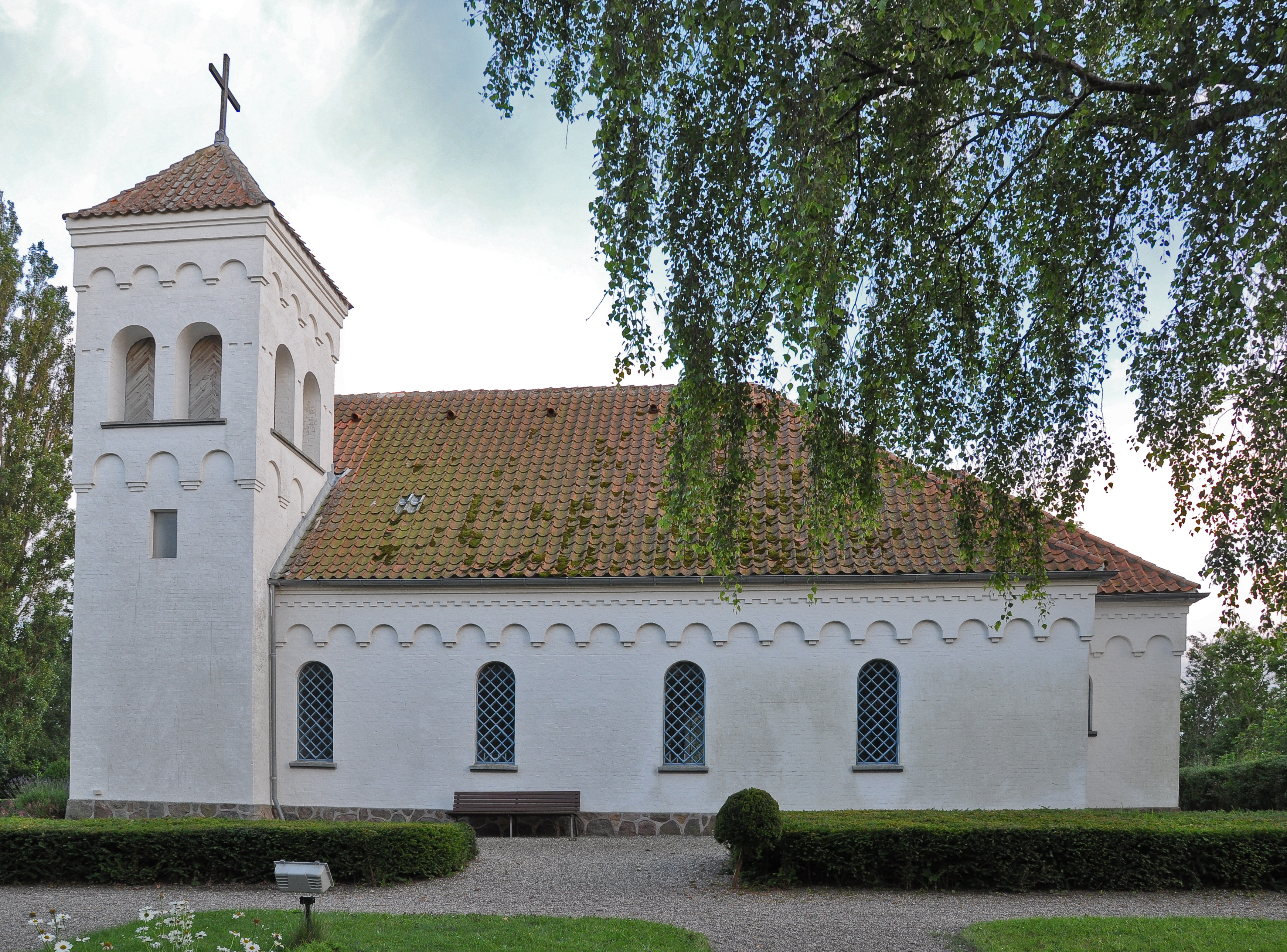
Ørby Kirke
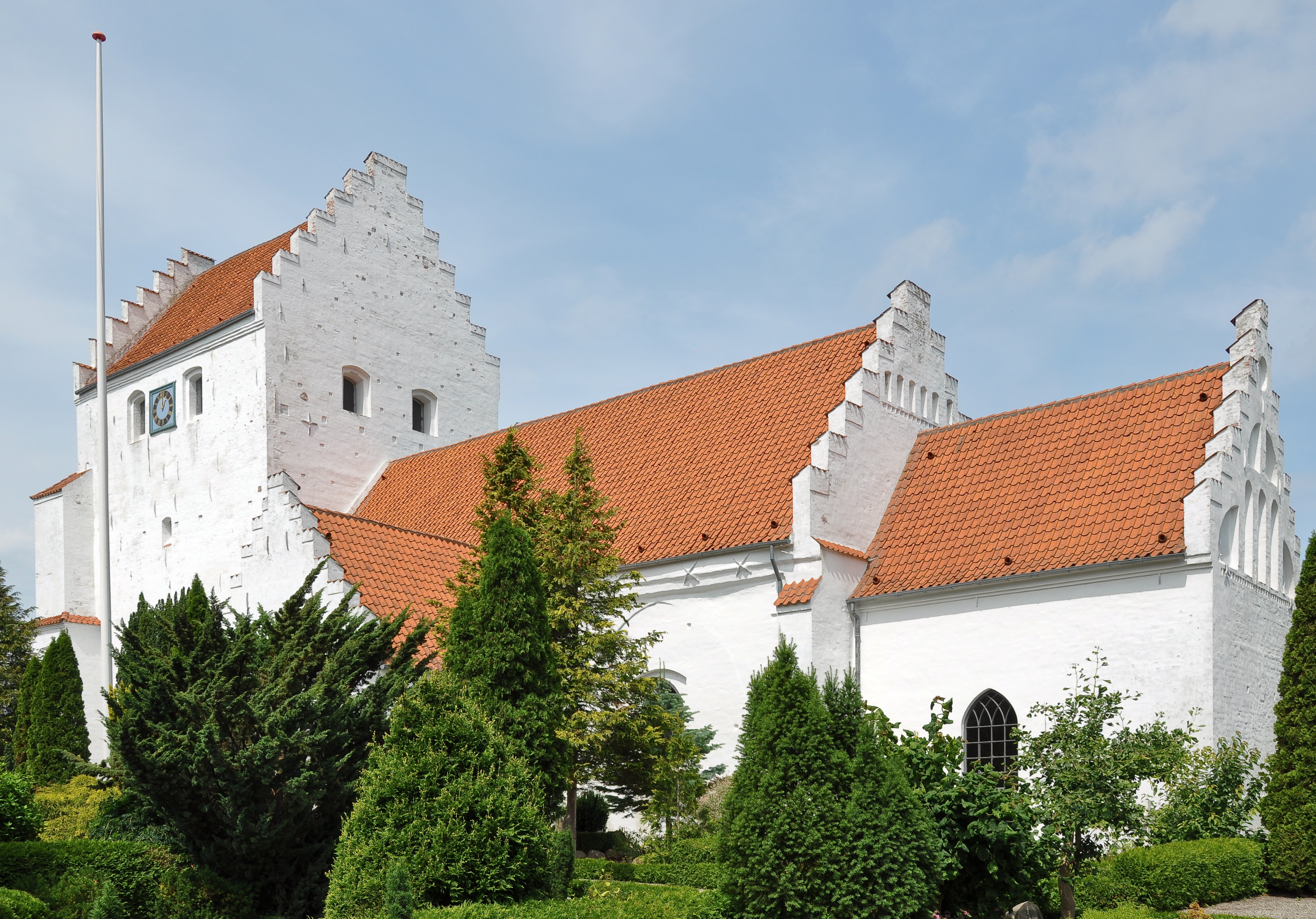
Tranebjerg Kirke